# أندرويد جينجر بريد

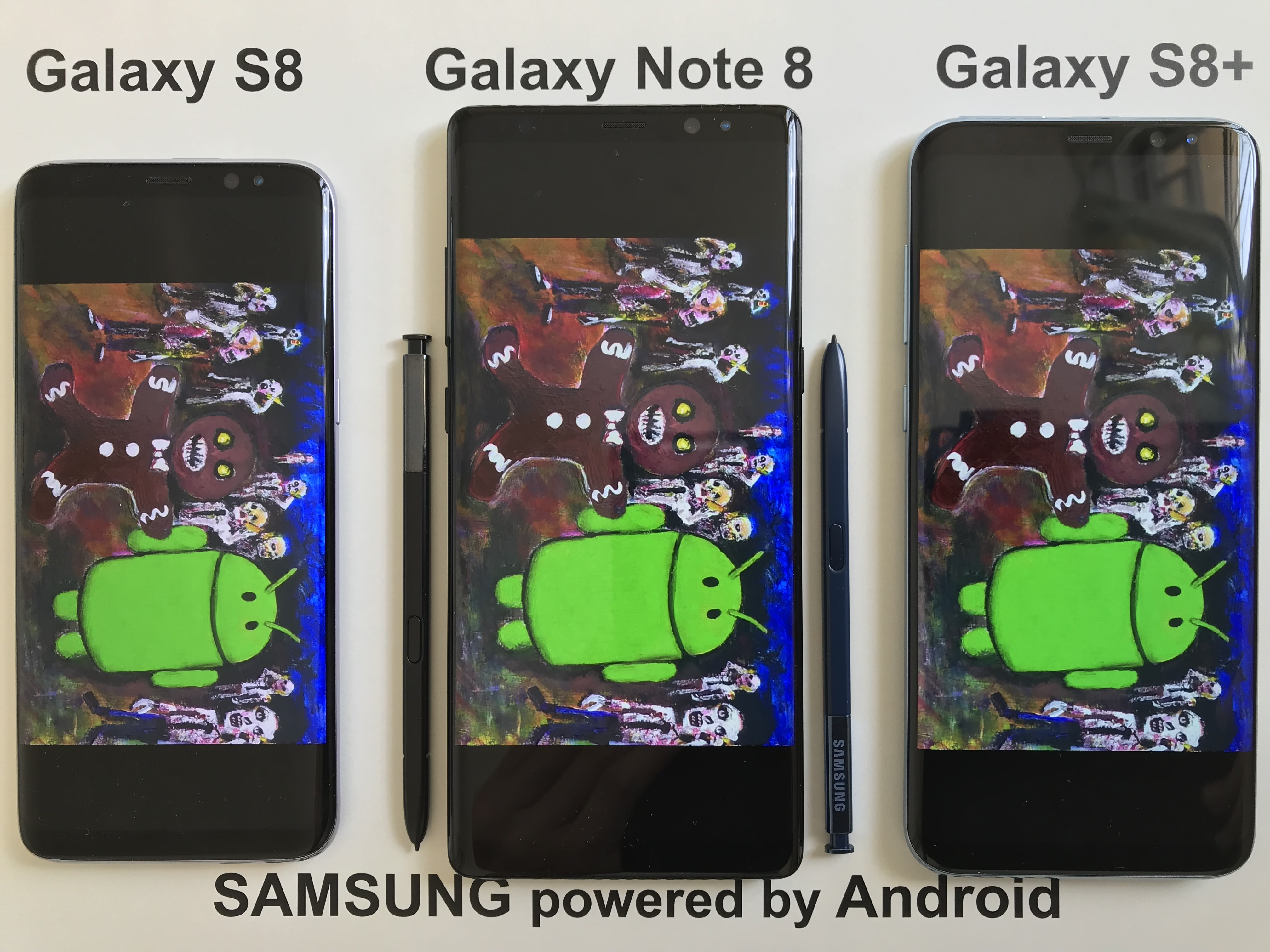

أندرويد جينجر بريد (بالإنجليزية: Android Gingerbread)‏ هو نسخة متوقفه من نظام تشغيل الهواتف المحمولة أندرويد تم تطويرها بواسطة جوجل، وصدر في ديسمبر 2010 .